# Gerd Høst-Heyerdahl
Gerd Høst-Heyerdahl (* 28. März 1915 in Oslo; † 1. März 2007 in Oslo) war eine norwegische Schauspielerin, Schriftstellerin und Professorin für Germanistik.

## Biografie
Høst hatte ihr 1934 Schauspielerdebüt am Det Norske Teatret trat anschließend in der Den Nationale Scene und ab 1936 am Nationaltheatret auf. Nach ein paar Jahren auf norwegischen Bühnen kam sie 1937 nach Berlin, um beim Synchronisieren des deutschen Films Pan (?) ins Norwegische mitzuwirken. Sie bewarb sich am Deutschen Theater und erhielt einen Lehrvertrag mit der TOBIS, was auch zu einigen Rollen im deutschen Film führte: Der Maulkorb und Sergeant Berry (beide 1938). Um in Deutschland Irritationen aufgrund ihres männlichen Vornamens zu vermeiden, wurde Gerd Høst bei Sergeant Berry auch unter dem Künstlernamen Gerda Höchst geführt. Am Theater lernte sie Brigitte Horney kennen und sie waren für das Leben befreundet und GH schrieb auch, auf Wunsch BHs, ihre Biografie. 
Høst kehrte im Sommer 1940 nach Norwegen zurück, zog sich 1942 von der Bühne zurück und nahm ihre Studien auf. Während des Zweiten Weltkrieges begann sie ein Studium in Germanistik, Linguistik und Kunst, was 1949 abschloss. Sie übersetzte aus dem deutschen so u. a. Werke Elie Wiesels und schrieb Gedichtbücher, Bücher über Kriminalität, norwegische Runenschriften, Erinnerungsbücher und auch eine Biografie der Tochter von Knut Hamsun, Ellinor, die es ebenfalls im deutschen Film versuchte und mit einem deutschen Filmregisseur verheiratet war. Insgesamt veröffentlichte sie mehr als 40 wissenschaftliche Arbeiten. Ab 1960 war sie als Dozentin für Germanistik bei Lehrerausbildung in Trondheim tätig. Des Weiteren war sie von 1959 bis 1969 Leiterin des Deutschunterrichts beim NRK. Als Hochschullehrerin und Professorin lehrte sie ab Universität Oslo. Sie wurde mit dem Sankt-Olav-Orden 1. Klasse und dem Großen Bundesverdienstkreuz ausgezeichnet. Høst war die Tochter des norwegischen Physikers Herman Fleischer Høst und die Schwester des Wissenschaftlers Herman Høst.

## Filmografie
- 1938: Sergeant Berry
- 1938: Der Maulkorb
- 1940: Feinde